# 1744 Harriet
1744 Harriet è un asteroide della fascia principale. Scoperto nel 1960, presenta un'orbita caratterizzata da un semiasse maggiore pari a 2,2292604 UA e da un'eccentricità di 0,1207217, inclinata di 4,40724° rispetto all'eclittica.
L'asteroide è dedicato alla moglie dell'astronomo statunitense Paul Herget, direttore dell'Osservatorio di Cincinnati.